# Москва-Товарная-Павелецкая
Москва́-Това́рная-Павеле́цкая — узловая железнодорожная станция на Павелецком направлении Московской железной дороги в Москве. Станция входит в Московско-Горьковский центр организации работы железнодорожных станций ДЦС-8 Московской дирекции управления движением; по основному характеру работы является грузовой, по объёму работы отнесена к 1 классу. В границах станции расположен остановочный пункт Дербеневская и частично — остановочный пункт Тульская.
Является одной из старейших станций Павелецкого направления, построенных одновременно с Павелецким вокзалом сразу после открытия самой железнодорожной ветки.
Станция является узловой: от главного трёхпутного хода Павелецкого направления на юго-запад ответвляется однопутная неэлектрифицированная ветвь на станцию Канатчиково Малого кольца МЖД.

## Грузовая работа
5 сентября 2017 года станция была закрыта для выполнения некоторых грузовых операций. 1 февраля 2018 года станция закрыта для всех грузовых операций с изменением кода Единой сетевой разметки ЕСР/АСУЖТ с 193504 на 193523.. В сентябре 2018 года открыта по параграфу 1[уточнить], и код АСУЖТ сменён обратно на 193504.

## Остановочные пункты
- Дербеневская
- В границах станции частично находится остановочный пункт Тульская (только по I, III путям) — две платформы на южной оконечности станции (до ответвления ветви на Канатчиково от III пути).